# Der Fraind

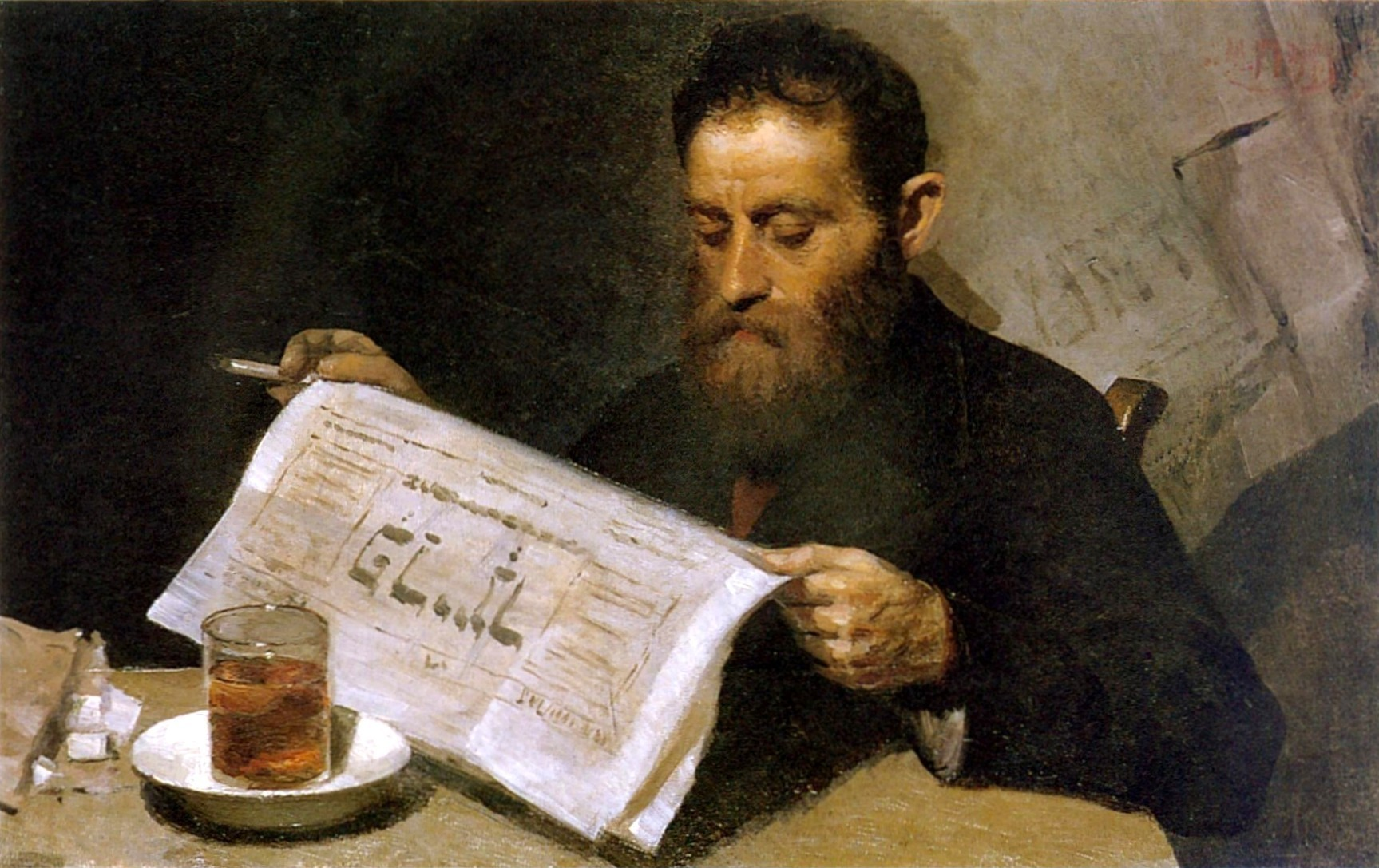
Jehuda Pen, Zeitungsleser, um 1910/14

Der Fraind war die erste jiddische Tageszeitung im Russischen Reich. Sie erschien in St. Petersburg von 1903 bis 1908 und in Warschau von 1908 bis 1914, zeitweise als Dos Leben.

## Geschichte
Am 1. (14.) Januar 1903 erschien die erste Ausgabe der Tageszeitung Der Fraind. Der Herausgeber Schaul Ginsburg hatte bereits seit 1895 versucht, eine Genehmigung bei den Behörden dafür zu erhalten. Sie erreichte bald eine weite Verbreitung mit 50.000 Exemplaren pro Ausgabe und konnten ihren technischen Standard dem der führenden russischsprachigen Zeitungen angleichen.
Die Zeitung Der Fraind berichtete über aktuelle Ereignisse und viele andere Themen. Ein Schwerpunkt war das Bemühen um eine Verbesserung der Bildung der Leser mit vielen populärwissenschaftlichen Berichten sowie die Unterstützung der jüdischen Aufklärung (Haskala). Außerdem erschienen zahlreiche literarische Texte von bekannten und weniger bekannten jiddischen Autoren wie Scholem Alejchem, Mendele Moicher Sforim, An-sky und anderen.
Die Zeitung Der Fraind trug wesentlich zur Verbesserung der Akzeptanz der jiddischen Sprache als Kultursprache bei. Ihre Orthographie wurde auch in anderen Publikationen übernommen und beeinflusste so den Weg zu einer standardisierten Schriftsprache erheblich.
1905 unterstützte sie die Aufständischen in St. Petersburg in ihren Artikeln, weswegen sie im Dezember verboten wurde. Danach erschien sie als Dos Leb(e)n in der gleichen Gestaltung bis 30. Juni 1906, danach konnte sie wieder mit dem alten Namen Der Fraind erscheinen.
1908 musste die Zeitung wegen finanzieller Schwierigkeiten ihr Erscheinen in St. Petersburg einstellen. Nach zwei Monaten Unterbrechung erschien sie in Warschau mit demselben Titel.
Ende 1913 wurde sie erneut verboten und erschien danach wieder als Dos Leben. Im August 1914 wurde sie nach Beginn des Ersten Weltkriegs endgültig verboten.